# 马站乡
马站乡，是中华人民共和国云南省保山市腾冲市下辖的一个乡镇级行政单位。

## 行政区划
马站乡下辖以下地区：
保家村、打云社区村、云华村、兴华社区村、朝云村、和睦村、兴龙村和三联村。

## 中国传统村落
2013年8月，和睦村被评为第二批中国传统村落。